# Agalychnis moreletii
Agalychnis moreletii is een kikker uit de familie Phyllomedusidae. De soort werd lange tijd tot de familie boomkikkers (Hylidae) gerekend.

## Naamgeving
Agalychnis moreletii werd voor het eerst wetenschappelijk beschreven door Auguste Duméril in 1853. Oorspronkelijk werd de wetenschappelijke naam Hyla moreletii gebruikt. De soortaanduiding moreletii is een eerbetoon aan de Franse natuuronderzoeker Pierre Marie Arthur Morelet (1809 - 1892).

## Verspreiding en habitat
Deze soort leeft in delen van Midden-Amerika. Het verspreidingsgebied van Agalychnis moreletii loopt in de Caribische regio van het noordoosten van de Mexicaanse staten Puebla en Veracruz via Belize tot het noordwesten van Honduras en in de Pacifische regio van het zuiden van Guerrero via Guatemala tot in El Salvador. De soort leeft in laaglandregenwouden en bergbossen op hoogtes tussen de 300 en 1.500 meter boven zeeniveau.
Agalychnis moreletii was voorheen lokaal algemeen op bepaalde locaties in Chiapas, El Salvador en Guatemala. Inmiddels is deze kikker echter uit diverse gebieden in Mexico verdwenen. Ook in Guatemala en Honduras gaan de populaties achteruit. Verlies van habitat en de schimmelziekte chytridiomycose zijn de voornaamste bedreigende factoren.